# Tracey Ullman
Trace Ullman (Slough, Berkshire; 30 de diciembre de 1959), más conocida como Tracey Ullman, es una actriz, comediante, cantante, guionista y productora británica-estadounidense. Es conocida por realizar imitaciones de personajes públicos en los programas humorísticos The Tracey Ullman Show y Tracey Takes On..., los cuales obtuvieron buenas críticas y fueron seguidos por un gran número de telespectadores. Asimismo, ha aparecido en más de una decena de películas, entre las cuales se incluyen I Love You to Death y Small Time Crooks. Por sus interpretaciones ha sido acreedora a numerosos galardones, entre ellos siete premios Emmy, un Globo de Oro, un BAFTA y un premio del Sindicato de Actores.

## Biografía
Nacida en el Reino Unido de padre polaco y madre inglesa, la pequeña Tracey comenzó su carrera artística a los seis años, al morir su padre, montando en casa con su hermana Patty pequeños shows nocturnos para animar a su madre, en los que cantaba, bailaba e imitaba a famosos y a conocidos de la familia. Tanto debieron animar a la madre, que esta se volvió a casar poco después.
A los 12 años, un profesor la recomendó para la Academia Italia Conti, una de las más importantes escuelas de artes escénicas de Londres. Tracey no la recuerda con mucho cariño, ya que en las audiciones siempre elegían a las chicas rubias y de ojos azules.
Con 16 años, comenzó a trabajar en musicales, consiguiendo papeles en Gigi, Grease y The Rocky Horror Show, entre otros. Pero fue su personaje de Beverly, cantante cristiana rehabilitada, en un concurso de improvisaciones, lo que llamó la atención de la BBC, que la contrató para la comedia de sketches en A Kick Up the Eighties y Three of a Kind con Lenny Henry y el comediante inglés David Copperfield. A esta le seguirían otros programas más durante la primera mitad de los ochenta. De esta época es la imitación suya de Bananarama (de las tres componentes a la vez). También apareció con French and Saunders y Ruby Wax en Girls On Top.
En 1983, tuvo un gran éxito como cantante en Stiff Records, aunque su estilo era más cómico que punk. Con el álbum You Broke My Heart in 17 Places (Stiff, 1983) colocó dos canciones en el Top 100 británico: «Breakaway» y «They Don't Know». Y una tercera, todo ello en menos de dos años, con el éxito «My Guy». 
Sus canciones eran evocaciones de la música pop de la década de 1960 y de la de 1980. Su último hit fue «Sunglasses» a finales de 1984. Durante ese período, fue VJ invitada a los MTV en los Estados Unidos.
El programa de televisión estadounidense de Ullman, The Tracey Ullman Show, ganó cuatro Premios Emmy y popularizó Los Simpson, que empezaron como caricaturas muy simples (creados por Matt Groening). En 1992 Ullman interpuso un pleito contra 20th Century Fox en la Corte Superior de Los Ángeles por 2 millones y medio de dólares a cuenta de los 50 millones estimados en beneficios por merchandising. Años después, cuando su programa dejó de emitirse, ella dijo bromeando en un programa nocturno de entrevistas en televisión estar esperanzada en que un día tenga un spot regular de 2 minutos en Los Simpsons. El ritmo frenético de The Tracey Ullman Show fue uno de los factores clave del éxito en su decisión de dejar la televisión. Gracias a este programa Tracey Ullman empezó a ser más reconocida en Estados Unidos y no en Reino Unido.
Últimamente Ullman apareció en Tracey Takes On... en HBO, donde fue nominada y ganó gran cantidad de Emmys incluyendo Variedad Excepcional, Música y Serie Humorística en 1997 por el episodio "Vegas".
Tracey ha aparecido en muchas películas, incluyendo I Love You to Death, Robin Hood: Men in Tights, Household Saints, y protagonizó Small Time Crooks de Woody Allen y A Dirty Shame de John Waters. También hace la voz de Little Lulu. Asimismo es la poco convencional terapeuta de Ally en la serie de televisión Ally McBeal.
Ullman regresó a HBO en el verano de 2005, con un especial autobiográfico sobre ella misma, Tracey Ullman: Live and Exposed está siendo preparado para Broadway en el invierno de 2005 o principios de 2006. En 2005, anunció su intención de adoptar la ciudadanía estadounidense en The Daily Show with Jon Stewart y el 26 de diciembre de 2005 Tracey Takes On... The Complete First Season fue lanzada en DVD para HBO.
Ullman estuvo casada con el productor Allan McKeown durante 30 años, hasta la muerte de él en 2013, con el que tuvo dos hijos, Mabel y Johnny.

## Filmografía
- Filmografía selecta de Tracey Ullman:

### Cine
| Cine | Cine                       | Cine                       | Cine                                                    |
| Año  | Título                     | Rol                        | Notas                                                   |
| ---- | -------------------------- | -------------------------- | ------------------------------------------------------- |
| 1984 | Recuerdos a Broad Street   | Sandra                     | -                                                       |
| 1985 | Plenty                     | Alice Park                 | Nom: BAFTA a la mejor actriz de reparto                 |
| 1986 | Jumpin' Jack Flash         | Fiona                      | -                                                       |
| 1990 | Te amaré hasta que te mate | Rosalie Boca               | -                                                       |
| 1993 | Robin Hood: Men in Tights  | Latrine                    | -                                                       |
| 1994 | Balas sobre Broadway       | Eden Brent                 | -                                                       |
| 2000 | Ladrones de medio pelo     | Frenchy                    | Nom: Globo de Oro a la mejor actriz - Comedia o musical |
| 2004 | A Dirty Shame              | Sylvia Stickles            | -                                                       |
| 2005 | El Cadáver de La Novia     | Nell Van Dort y Hildegarde | (voz)                                                   |
| 2005 | Las Locuras de Kronk       | Ms. Birdwell               | (voz)                                                   |
| 2007 | El novio de mi madre       | Madre de Nature            | -                                                       |
| 2014 | Into the Woods             | Madre de Jack              | -                                                       |
| 2020 | Onward                     | Grecklin                   | (voz)                                                   |
| 2020 | The Prom                   | Vera Glickman              | Netflix                                                 |

### Televisión
| TV        | TV                                 | TV                                   | TV                                                                        |
| Año       | Título                             | Rol                                  | Notas                                                                     |
| --------- | ---------------------------------- | ------------------------------------ | ------------------------------------------------------------------------- |
| 1981-1983 | Three of a Kind                    | Varios personajes                    | Serie para TV                                                             |
| 1987      | Saturday Night Live                | Ella Misma                           | -                                                                         |
| 1987-1990 | The Tracey Ullman Show             | Varios                               | Globo de Oro a la mejor actriz de serie de televisión - Comedia o musical |
| 1991      | The Simpsons                       | Emily Winthrop / Mrs. Winfield       | Episodio: "Bart's Dog Gets An F"                                          |
| 1996-1999 | Tracey Takes On...                 | Varios personajes                    | Emmys to Outstanding Variety, Music or Comedy Series                      |
| 1998-1999 | Ally McBeal                        | Dr. Tracey Clark                     | Emmy a la mejor actriz invitada - Serie de Comedia                        |
| 2003      | Tracey Ullman in the Trailer Tales | Ruby Romaine, Svetlana y Pepper Kane | Directora                                                                 |
| 2004      | Will & Grace                       | Ann                                  | 1 episodio                                                                |
| 2005      | Once Upon a Mattress               | Princess Winnifred                   | Película para TV                                                          |
| 2008-2010 | Tracey Ullman's State of the Union | Presentadora                         | Directora / Productora ejecutiva / Guionista                              |
| 2014      | Como conocí a vuestra madre        | Genevieve Scherbatsky                | 3 episodios                                                               |
| 2016-2018 | Tracey Ullman's Show               | Ella misma / Varios personajes       | Productora ejecutiva                                                      |
| 2017-2018 | Tracey Breaks The Rules            | Ella Misma                           | Productora ejecutiva                                                      |
| 2020      | Mrs. America                       | Betty Friedan                        | Miniserie de TV                                                           |
| 2020      | Death to 2020                      | Reina Isabel II                      | Especial de TV                                                            |
| 2021      | Curb Your Enthusiasm               | Irma Kostroski                       | Serie de TV, (Temporada 11)                                               |
| 2021      | Death to 2021                      | Madison Madison                      | Especial de TV                                                            |

## Teatro
Tracey Ullman, además de ser una gran actriz de cine y televisión, también tiene una amplia trayectoria como actriz de teatro. A su vez, posee dos de los prestigiosos premios 'Theatre World Award' otorgados en el año 1991 por su papel en las obras de teatro: Taming of the Shrew y The Big Love.
Algunas de sus actuaciones más talentosas y estelares las encontramos en las siguientes obras de teatro:
Obras de Teatro
- Gigi , (1976)
- Aladdin (1977/1978)
- Elvis The Musical (1978)
- Grease (1979)
- Drácula (1980)
- Dick Whittington (1981/1982)
- She Stoops to Conquer (1982)
- The Taming of the Shrew (1990)
- The Big Love (1991)
- Tracey Ullman: Live and Exposed (2005)
- The Band Wagon (2014)

## Canciones en el Top 40 británico
- Breakaway (1983) UK #4
- They Don't Know (1983) UK #2
- Move Over Darling (1983) UK #8
- My Guy (1984) UK #23
- Sunglasses (1984) UK #18

## Premios y reconocimientos
Tracey Ullman, en más de 40 años de trayectoria, lleva acumulados 7 premios Primetime Emmys hasta la fecha con más de 25 nominaciones en dichos premios.
El 5 de diciembre del año 2006, fue honrada como una de las actrices cómicas más emblemáticas de la televisión, en la categoría llamada "She Made It", en el Museo de la Televisión y Radio que se encuentra en el Paley Center for Media, en New York. Entre otras de las actrices nombradas con dicho emblema se encuentran Carol Burnett, Lesley Visser, Lesley Stahl, Jane Pauley, y Betty White.
En abril de 2009, fue anunciado que la actriz recibiría por toda su trayectoria en televisión, el Lifetime Achievement BAFTA Award en mayo de dicho año. Además, la actriz, se convirtió en la primera mujer en recibir el Charlie Chaplin Lifetime Achievement Award for Comedy el 9 de mayo de 2009.

### Lista de los premios más destacados
American Comedy Awards
- 1988–Funniest Female Performer of the Year
- 1988–Funniest Female Performer in a TV Series (Leading Role) Network, Cable or Syndication, The Tracey Ullman Show
- 1989–Funniest Female Performer in a TV Special (Leading or Supporting) Network, Cable or Syndication, Tracey Ullman: Backstage
- 1990–Funniest Female Performer in a TV Series (Leading Role) Network, Cable or Syndication, The Tracey Ullman Show
- 1991–Funniest Female Performer in a TV Series (Leading Role) Network, Cable or Syndication, The Tracey Ullman Show
- 1992–American Comedy Award Funniest Female Performer in a Television Special, Funny Women of Television
- 1994–Funniest Female Performer in a TV Special (Leading or Supporting) Network, Cable or Syndication, Tracey Takes on New York
- 1996–American Comedy Award Funniest Female Performer in a Television Special, Women of the Night IV
- 1998–American Comedy Award Funniest Female Leading Performer in a Television Series, Tracey Takes On...
- 1999–American Comedy Award Funniest Female Guest Appearance in a Television Series, Ally McBeal
- 1999–American Comedy Award Funniest Female Leading Performer in a Television Series, Tracey Takes On...
- 2000–American Comedy Award Funniest Female Leading Performer in a Television Series Tracey Takes On...

BAFTA Awards
- 1984–Best Light Entertainment Performance, Three of a Kind
- 2009–Lifetime Achievement Award

CableACE Awards
- 1995–Best Performance in a Comedy Series, Tracey Ullman: Takes on New York
- 1996–Best Actress in a Comedy Series, Tracey Takes On...
- 1996–Best Variety Special or Series, Tracey Takes On...

Primetime Emmy Awards
- 1989–Outstanding Variety, Music or Comedy Program, The Tracey Ullman Show
- 1990–Outstanding Writing in a Variety or Music Program, The Tracey Ullman Show
- 1990–Outstanding Individual Performance in a Variety or Music Program, The Best of the Tracey Ullman Show
- 1993–Outstanding Guest Actress in a Comedy Series, Love & War
- 1994–Outstanding Individual Performance in a Variety or Music Programme, Tracey Ullman: Takes on New York
- 1997–Outstanding Variety, Music or Comedy Series, Tracey Takes On...
- 1999–Outstanding Guest Actress in a Comedy Series, Ally McBeal
- 2017/2018-Outstanding Variety Sketch Series, Tracey Ullman's Show
- 2020-Outstanding Supporting Actress in a Limited Series or Movie, Mrs. America

Golden Globe Awards
- 1988–Best Actress in a Television Series - Comedy or Musical

Critics' Circle Theatre Award
- 1981–Most Promising New Actress, Four in a Million

Museum of Television and Radio
- 2006–She Made It

Satellite Awards
- 1998–Best Performance by an Actress in a Television Series - Comedy or Musical, Tracey Takes On...
- 2008–Best Actress in a Series, Comedy or Musical, State of the Union
- 2021-Best Supporting Actress in a Series, Miniseries or TV Film, Mrs. America

Screen Actors Guild Awards
- 1999–Outstanding Performance by a Female Actor in a Comedy Series, Tracey Takes On...

Theatre World Award
- 1991–Taming of the Shrew
- 1991–The Big Love